# Polyxenus fasciculatus
Polyxenus fasciculatus är en mångfotingart som beskrevs av Thomas Say 1821. Polyxenus fasciculatus ingår i släktet Polyxenus och familjen penseldubbelfotingar.

## Underarter
Arten delas in i följande underarter:
- P. f. pallidus
- P. f. victoriensis